# محوطه رضی‌آباد
محوطهٔ رضی آباد مربوط به عصر آهن - دوره هخامنشی است و در شهرستان کوهرنگ، بخش مرکزی، دهستان شوراب تنگزی، ۳/۸ کیلومتری جنوب شرق چلگرد، روستای رضی آباد واقع شده و این اثر در تاریخ ۲۷ اسفند ۱۳۸۷ با شمارهٔ ثبت ۲۶۳۲۵ به‌عنوان یکی از آثار ملی ایران به ثبت رسیده‌است.